# Boucher (métier)
Pour les articles homonymes, voir Boucher.
 (29 avril 2017).
Un boucher (au masculin) ou une bouchère (au féminin) est une personne dont l'activité est l'abattage du bétail et la transformation des carcasses animales en viande détaillée. Dans certaines parties du monde, notamment en occident, le boucher s'est affranchi de l'opération de sacrifice, effectué par un abattoir, et s'est spécialisé dans le découpage.
Il peut être un agriculteur transformant à la ferme ou dans un atelier collectif loué (paysan-boucher), un artisan travaillant à son compte ou comme salarié dans une petite entreprise artisanale (artisan-boucher), un ouvrier travaillant comme salarié pour l'industrie agroalimentaire (ouvrier-boucher).

### Bibliographie

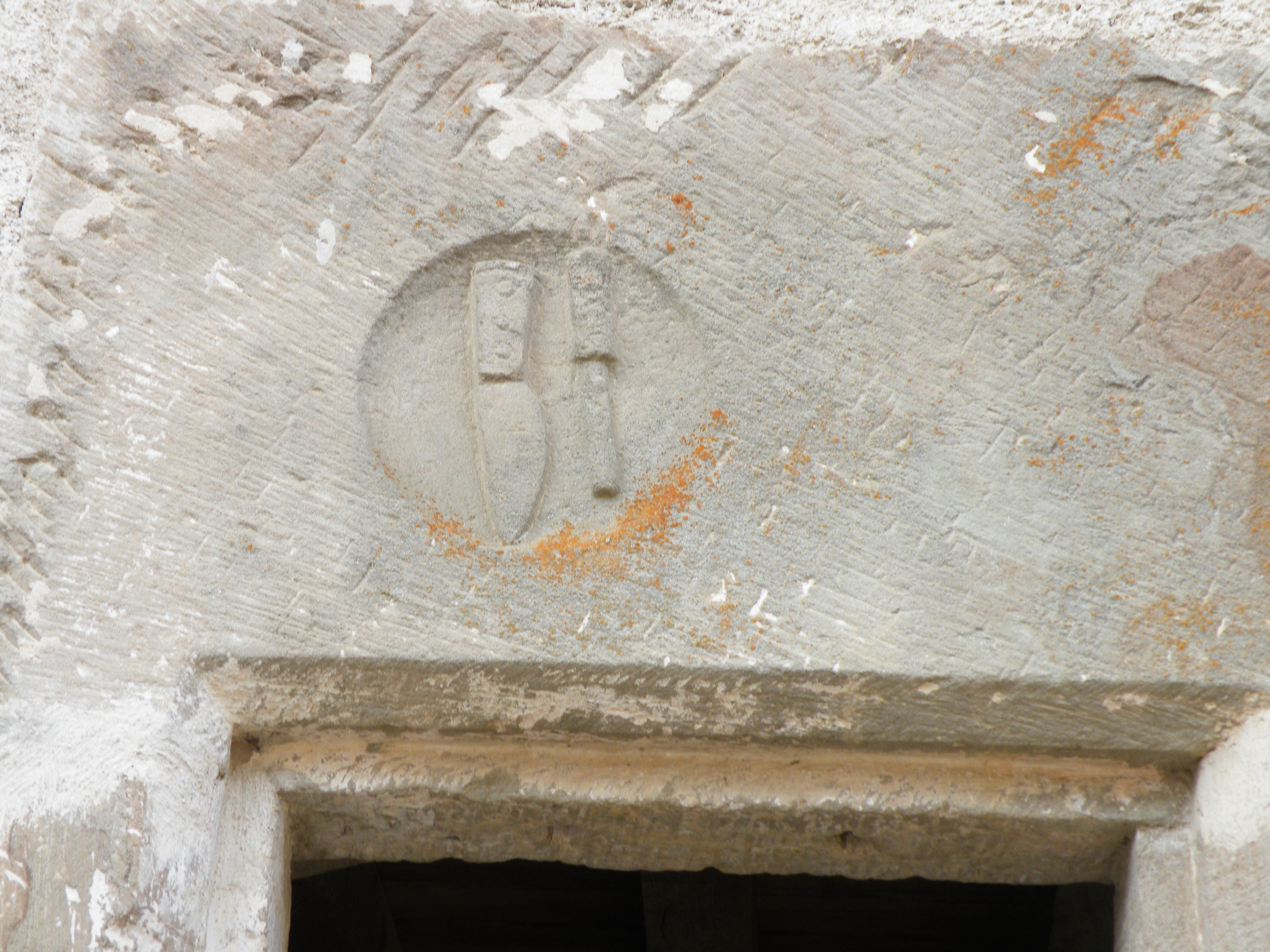
Maison du boucher Châtillon-sur-Saône

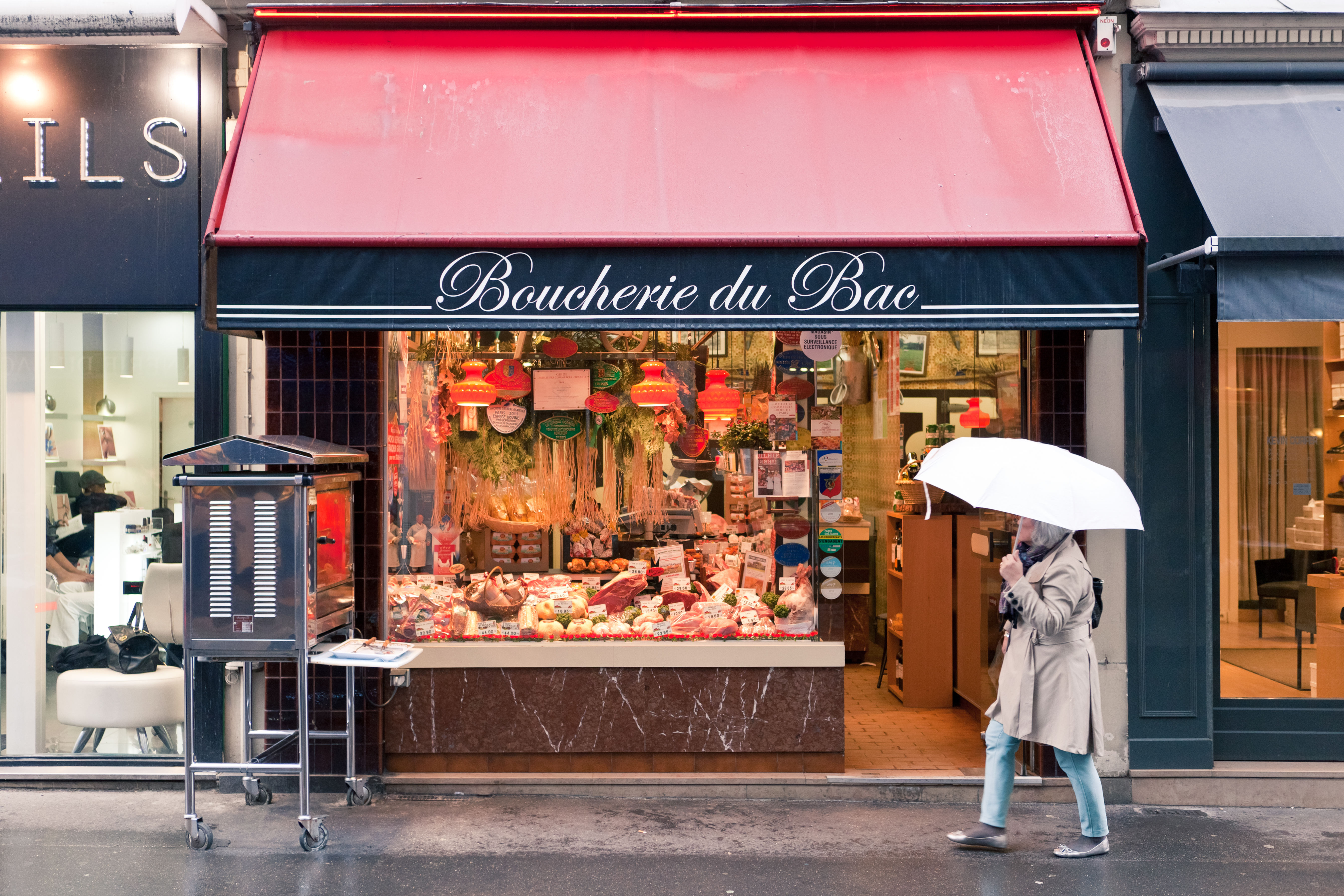
Boucherie à Paris.

## Histoire

### France
Dès les origines, les bouchers ont été des commerçants influents. Au Moyen Âge, les corporations de bouchers de Paris ou Limoges sont très riches et puissantes, notamment impliquées dans la révolte des Cabochiens en 1413. Sous l'Ancien Régime, les membres de la corporation des bouchers (appelés mangons ou mascliers) se distinguent des écuyers-trancheurs (véritables artistes de la découpe de la viande), des cabarteurs, hôteliers et rôtisseurs, qui tiennent des maisons où se cuisent à la broche des viandes, volailles et gibiers mais qui ne peuvent tuer les bêtes. Ce règlement permet d'empêcher la vente de viandes malsaines, dont la cuisson aurait atténué ou caché les défauts.
C'est au XIVe siècle que le charcutier prend toute son importance quand la profession des "cuisiniers-oyers" est coupée en deux, d'une part les rôtisseurs, d'autre part les vendeurs de viande cuite, c'est-à-dire les charcutiers dont la corporation est reconnue par édit royal en 1476. Les charcutiers sont initialement obligés de se fournir de chair crue chez les bouchers, et ce n'est qu'en 1513 que les charcutiers obtiennent définitivement l'autorisation de s'approvisionner directement.
À l'époque moderne, les bouchers sont soumis aux droits des inspecteurs des boucheries.
En 2024, les savoir-faire de la découpe bouchère à la française ont été inscrits à l'inventaire du Patrimoine culturel immatériel en France.

## Paysan-boucher
Le paysan-boucher est un agriculteur producteur fermier. Il est le naisseur, l'éleveur, l'engraisseur, l'abatteur, le transformateur et le détaillant commercial en direct de son bétail et des produits fermiers qui en découlent. Dans certains pays aux normes poussées, telle que dans les pays de l'Union européenne, l'acquisition de l'outil d'abattage du gros bétail est souvent hors de portée financière pour celui-ci et il est contraint de faire transiter ses bêtes par un abattoir industriel. Il existe cependant quelques cas où des agriculteurs sont les propriétaires et les opérateurs au sein d'un abattoir pour gros bétail.

## Artisan-boucher

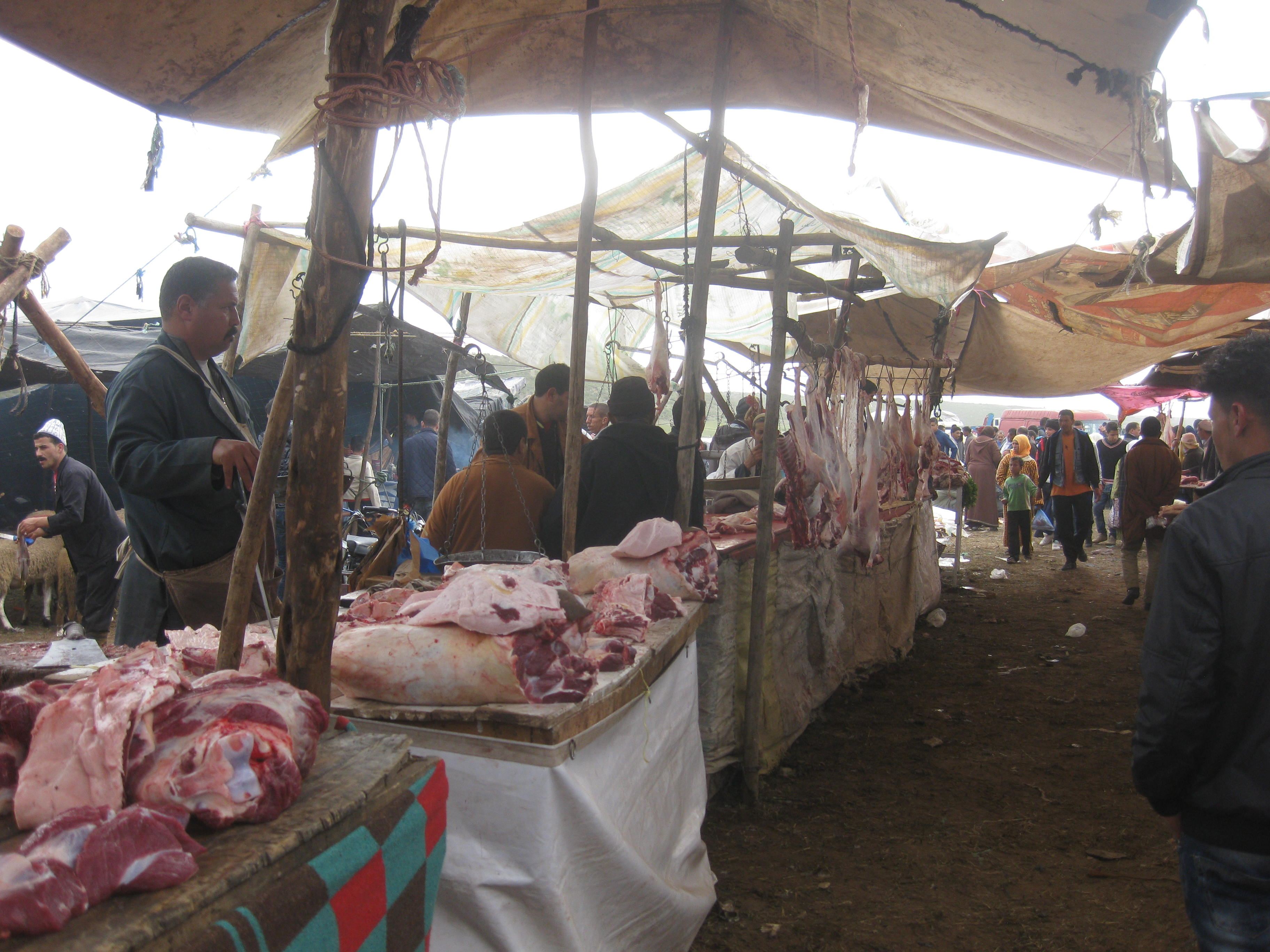
Artisan-bouchers au Maghreb

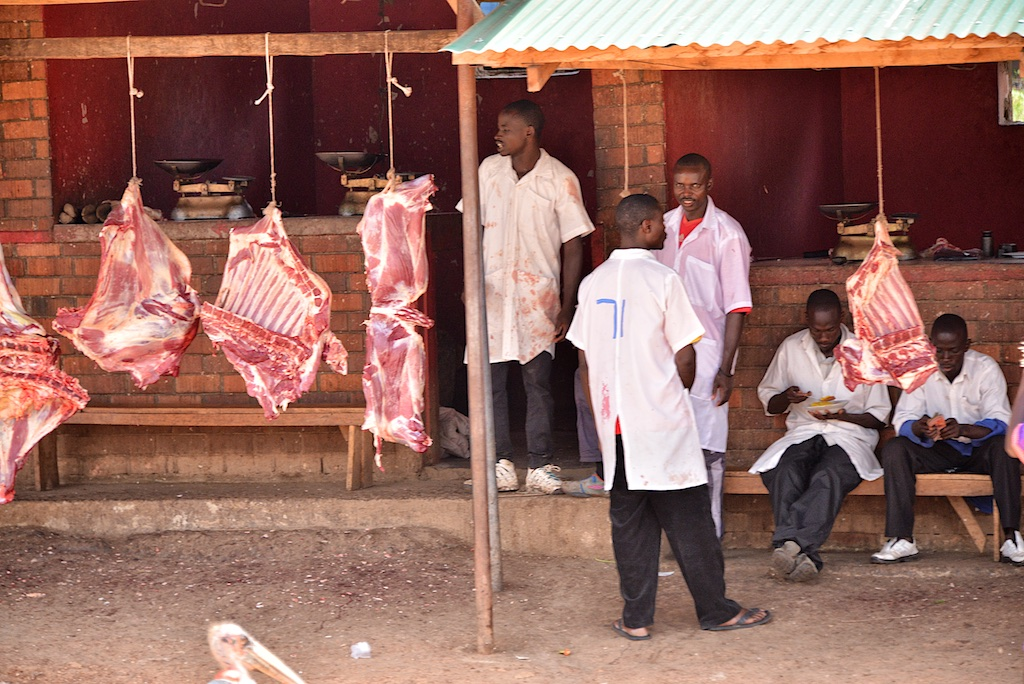
Artisan-bouchers en Ouganda

L'artisan-boucher est un artisan. Il achète les carcasses aux agriculteurs éleveurs ou aux négociants grossistes et en prend livraison dans les fermes, les abattoirs ou se les fait livrer dans sa boutique. Il les découpe et les désosse, puis s'occupe éventuellement de la commercialisation de la viande au sein de la boucherie. Habituellement, il se limite aux viandes de bœuf, de veau, de porc, mouton, d'agneau et il vend aussi de la volaille.

## Ouvrier-boucher
L'ouvrier-boucher est un ouvrier qui travaille comme salarié pour l'industrie agroalimentaire.

### Documentaires
- (fr) Mahauta : les bouchers du Mawri (Niger), documentaire de Marc-Henri Piault, CNRS Audiovisuel, Meudon, 1967, 13 min (VHS)
- (fr) Autour de la mort d'un cochon, documentaire de Bénédicte Emsens (et al.), RTBF, 1996, 50 min (VHS)